# Real-time gross settlement

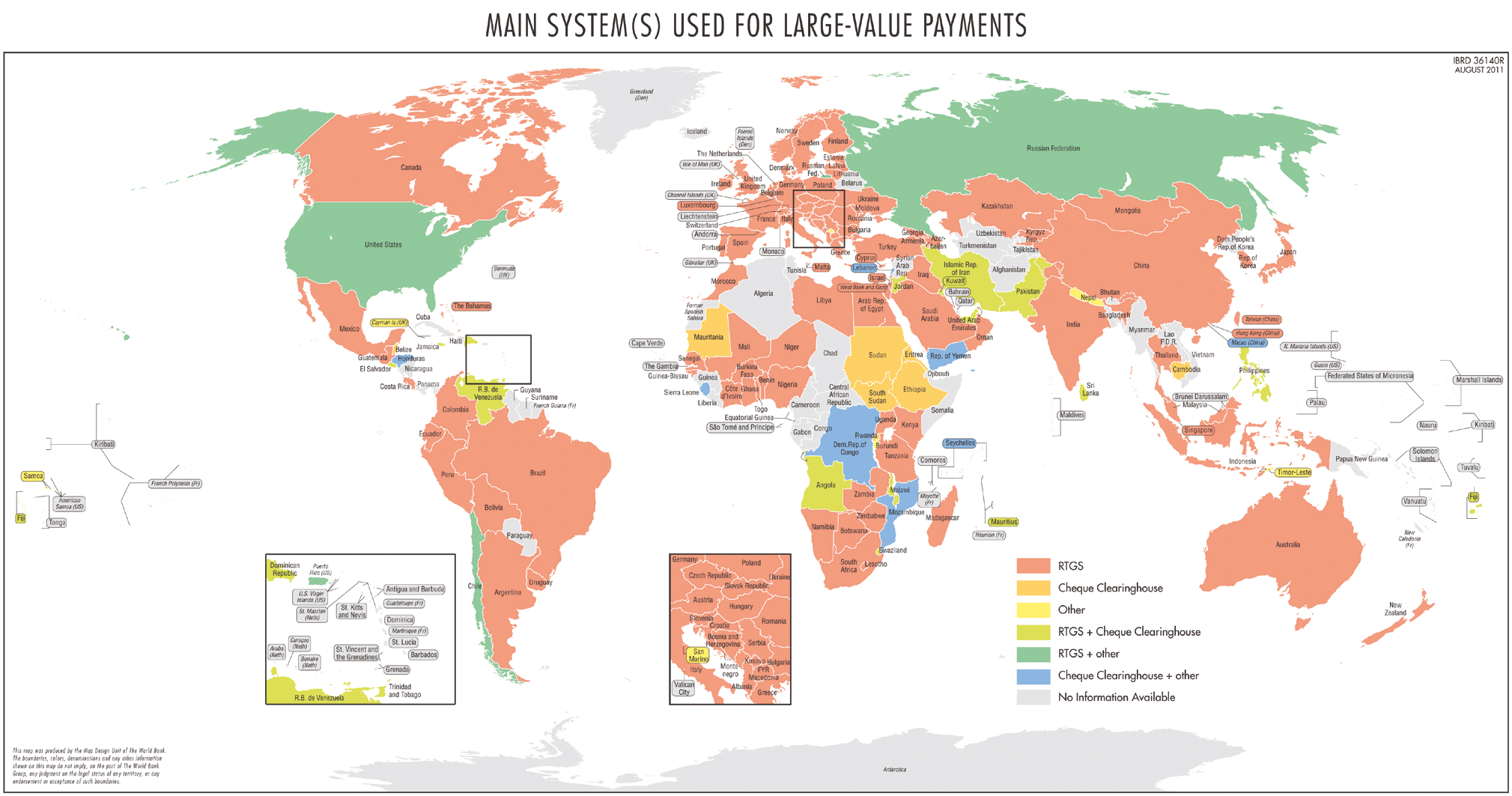
Wereldkaart met (per 2011) de landen waar RTGS in gebruik is

Real-time gross settlement (RTGS) (letterlijk: onmiddellijke bruto vereffening) is een mechanisme dat banken gebruiken voor het onderling uitwisselen van geld of effecten. Bij dit mechanisme worden alle uitgaande en binnenkomende betalingen onmiddellijk (realtime) ofwel zonder wachttijd verwerkt, de betaling vindt bruto plaats ofwel zonder bundeling of verrekening met andere transacties, en de betalingen zijn definitief en onherroepelijk zodra ze zijn verwerkt.
RTGS-systemen worden doorgaans enkel gebruikt voor de vereffening van hoogwaardige betalingen, ofwel grote bedragen vanaf een ordegrootte van 1 miljoen euro. Door een RTGS-systeem te gebruiken in plaats van nettobetalingen te doen aan het eind van de dag, op basis van verrekeningen, wordt het risico verlaagd dat een bank gedurende de dag verplichtingen aangaat die de bank aan het eind van de dag niet na blijkt te kunnen komen. Het RTGS-systeem dat in de Eurozone gebruikt wordt, is TARGET2. De toegang tot een RTGS-systeem wordt per land geregeld door de eigen centrale bank. 

## Geschiedenis
Het eerste systeem dat kenmerken van een RTGS-systeem had, was het Amerikaanse Fedwire-systeem dat in 1970 werd gelanceerd. Dit was gebaseerd op hoe Amerikaanse federale banken gewend waren om geld over te banken via telegrafie. In 1984 ontwikkelden de Britten en de Fransen onafhankelijk van elkaar een eigen RTGS-systeem, respectievelijk CHAPS en SAGITTAIRE. In de daarop volgende jaren ontwikkelden ook andere landen hun eigen RTGS-systeem. De systemen varieerden in gebruik en technologie, en waren sterk landspecifiek, omdat ze doorgaans gebaseerd waren op reeds bestaande processen en procedures.  
In de jaren negentig benadrukten internationale financiële organisaties het belang van hoogwaardige overboekingssystemen voor interbancaire overboekingen. Zij bestempelden dit soort systemen als een essentieel onderdeel van de financiële infrastructuur van een land. Tegen 1997 hadden inmiddels meerdere landen, zowel binnen als buiten de Groep van Tien, RTGS-systemen ingevoerd voor hoogwaardige betalingen. Verschillende andere landen hadden plannen in die richting. Anno 2005 gebruikten inmiddels 90 centrale banken een dergelijk systeem. 
De Wereldbank besteedt steeds meer aandacht aan de ontwikkeling van betalingssystemen als een belangrijk onderdeel van de financiële infrastructuur van een land en heeft verschillende vormen van bijstand verleend aan meer dan 100 landen. De meeste bestaande RTGS-systemen zijn veilig en zijn ontworpen rond internationale normen en best practices. 

## Werking
Een RTGS-systeem wisselt niet fysiek geld uit tussen banken. In plaats daarvan heeft elke deelnemende bank een RTGS-rekening bij de centrale bank. Wanneer Bank A via RTGS een bedrag overmaakt naar Bank B, past de centrale bank de saldi aan op de RTGS-rekeningen van de beide banken. Het saldo op de rekening van Bank A wordt verminderd met het bedrag, en het saldo van op de  rekening van Bank B neemt met hetzelfde bedrag toe.
Het RTGS-systeem wordt gebruikt voor hoogwaardige transacties met een laag volume. De belangrijkste functie van het systeem is het verlagen van kredietrisico's, doordat elke grote en daarmee risicovolle transactie direct moet worden afgerekend. Wanneer hoogwaardige betalingen pas aan het eind van de dag worden verrekend en uitbetaald, bestaat de kans dat een bank gedurende de dag betalingsverplichtingen is aangegaan die het niet kan nakomen. In het slechtste geval kan er daardoor een domino-effect ontstaan waarin meerdere partijen hun betalingsverplichting niet meer na kunnen komen.
Laagwaardige transacties lopen niet direct via een RTGS-systeem. Dat soort transacties worden afgewikkeld door clearing-systemen. Bij dit soort systemen worden alle transactiebedragen van een hele dag met elkaar verrekend tot een nettobedrag per bank. Deze activiteiten worden verricht door zogeheten clearinghouses, zoals bijvoorbeeld Equens. De reden dat niet simpelweg alle transacties standaard via een RTGS-systeem lopen, ligt in het feit dat transacties op RTGS-systemen relatief duur zijn.  